# Dolichognatha baforti
Dolichognatha baforti là một loài nhện trong họ Tetragnathidae.
Loài này thuộc chi Dolichognatha. Dolichognatha baforti được miêu tả năm 1967 bởi Legendre.